# 한화S&C
한화S&C(Hanwha S&C)는 한화그룹 계열의 IT 서비스 전문기업이다.
2017년 10월 1일 H솔루션으로부터 분사하였다.
이후 사업 확대를 추진하여 IT컨설팅, IT아웃소싱, SI(System Integration), NI(Network Integration)등 차별화된 서비스를 제공하고 있다.

## 비전
2013. 02 중장기 비전 'SMART & CREATIVE' 선포
- MISSION: 한화S&C는 ‘사람과 기술이 공존하는 따뜻한 IT세상’을 만듭니다.
- VISION: 스마트한 기술과 서비스로 내일의 에너지를 만드는 Global ICT Creator
- VISION SLOGAN: SMART & CREATIVE

## 주요 서비스
1. 시스템 통합(SI, System Integration)
시스템 통합, 소프트웨어 개발 및 컨설팅
기업 비즈니스 프로세스 전반의 경영 효율화와 경쟁력 강화를 위한 정보 시스템의 컨설팅, 설계 및 구축에 대해 하드웨어, 소프트웨어, 솔루션을 포괄한 통합 시스템을 제공
- 금융
- 제조/건설
- 유통/서비스
- 공공/국방

2. 시스템 운영사업(SM, System Management)
전산시스템 운영관리, 그룹웨어 및 네트워크 운영 서비스
3. IT 아웃소싱(IT Outsourcing)
정보 시스템에 관련된 설비, 인력, 하드웨어 등의 정보자산에 대한 관리 활동을 외부의 전문기관에 위탁하여 관리
- 전산운영서비스
- 네트워크서비스

4. 이러닝(e-Learning)
한화S&C Welearning
2001년 한화그룹 임직원 교육을 시작으로 현재는 20만명의 B2B 고객을 대상으로 통합 이러닝 서비스를 제공하고 있는 위탁교육 기관
5. 컨버전스(IT Convergence)
유비쿼터스와 디지털 컨버전스로 대변되는 IT정보화 시대의 근간인 유무선 네트워크를 비롯하여 산업자동화와 빌딩자동화 등 총체적인 기반 시스템의 설계, 나아가 관련된 물리적, 기술적 보안솔루션의 공급 및 구축, 운영을 제공
- 산업자동화 - MES(제조 실행 시스템), PIS(플랜트정보시스템), DCS(분산제어시스템), PLC(수치 연산기능을 추가한 제어장치)
- ITS(지능형 교통 시스템)
- IBS(빌딩 자동화)
- 네트워크 구축
- 통신서비스
- 홈네트워크
- u-City
- u-Health

6. IT 컨설팅(IT Consulting)
다양한 고객의 NEEDS를 만족하기 위하여 최적의 솔루션으로 정보화 시스템 구축을 수행하여 왔으며 이러한 경험을 바탕으로 전략적 요구 충족과 경쟁력 강화를 위해 E-Business Solution으로 심도있는 컨설팅을 제공

## 제품 목록
ERP, CRM/DW, KMS, EDMS, IPS, 네트워크 서비스, 컨설팅, IBS (Intelligent Building System), IA(Industrial Automation)

## 연혁
- 2017년 10월 한화S&C 창립
- 2017년 10월 김경한 대표이사 취임
- 2018년 4월 미래에셋생명 IT 시스템 통합 완료
- 2018년 7월 고려대학교 데이터마이닝연구실 AI 분야 공동연구 산학협
- 2018년 8월 베이커휴즈GE와 제조분야 디지털 트랜스포메이션 기술개발 및 사업추진 협약
- 2018년 8월 한화시스템과 합병

## 참고자료
- 액센추어와 한화S&C, 금융 IT서비스 공동 진출 - 한국경제
- 한화S&C “2012년 매출 1조 - 전자신문